# Hyalopeza schneiderae
Hyalopeza schneiderae är en tvåvingeart som beskrevs av Hardy och Drew 1996. Hyalopeza schneiderae ingår i släktet Hyalopeza och familjen borrflugor. Inga underarter finns listade i Catalogue of Life.